# Čo Čung-sok
Jo Jung-suk (hangul: 조정석, * 26. prosince 1980) je jihokorejský herec.

## Drama
- 2011: What's Up?
- 2012: The King 2 Hearts
- 2013: You're the Best, Lee Soon-shin
- 2015: Oh My Ghostess

## Filmy
- 2012: Architecture 101
- 2012: Almost Che
- 2013: The Face Reader
- 2014: The Fatal Encounter
- 2014: My Love, My Bride
- 2015: The Exclusive: Beat the Devil's Tattoo